# Albersroda

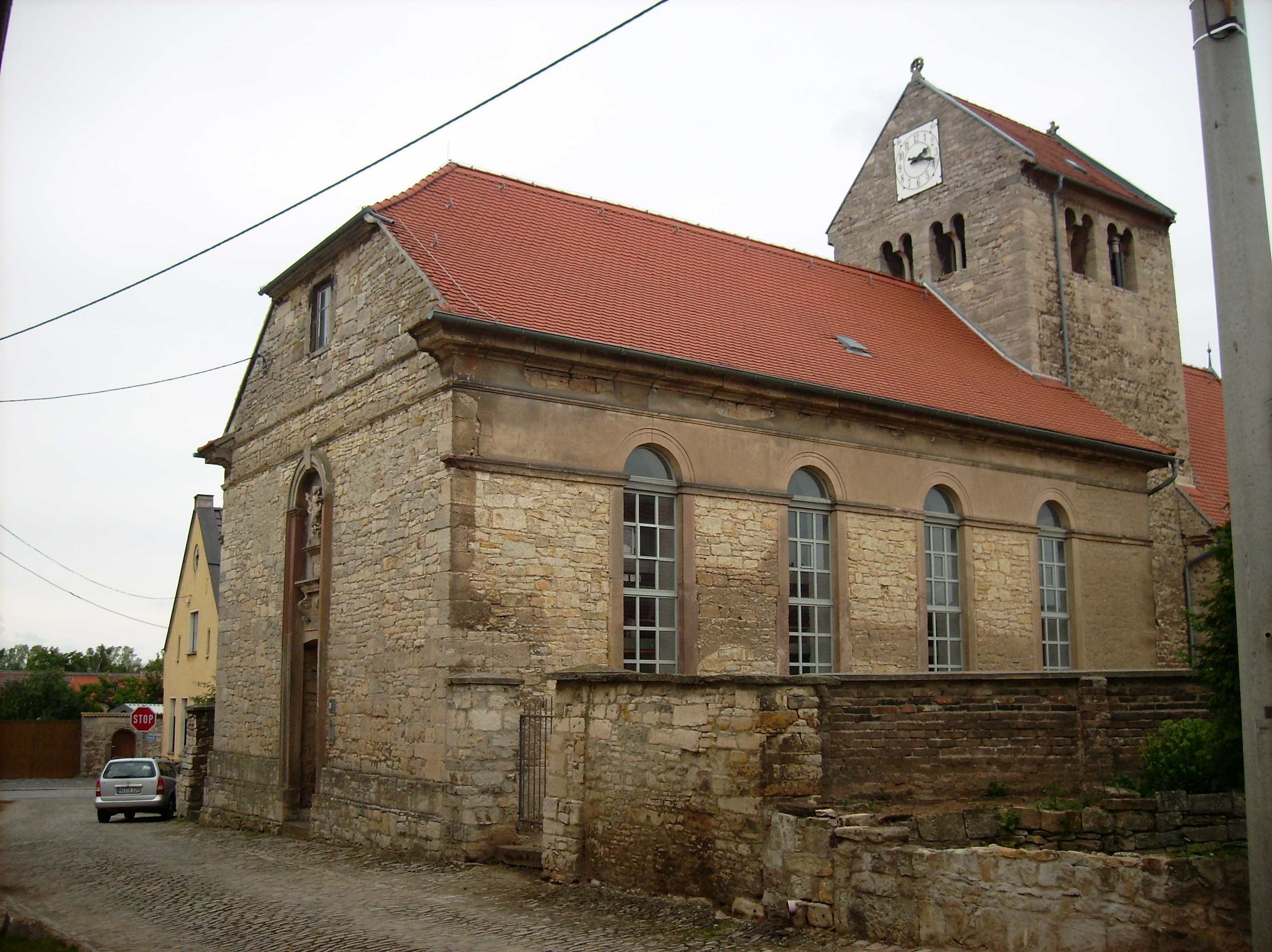

Albersroda is een plaats en voormalige gemeente in de Duitse deelstaat Saksen-Anhalt, en maakt deel uit van de Landkreis Saalekreis.
Albersroda telt 467 inwoners.